# Армія ацтеків

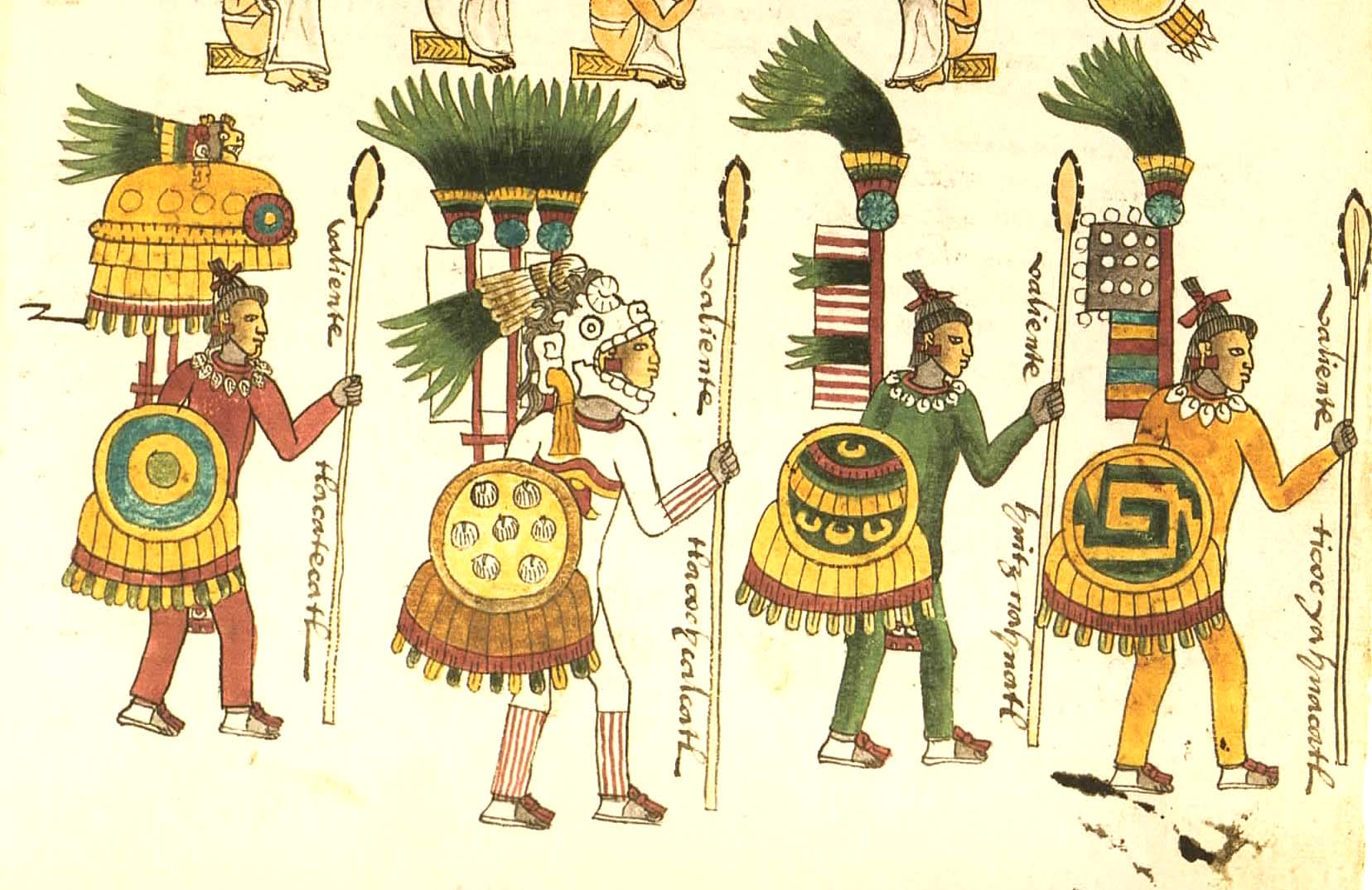
Ацтекські вояки

Армія ацтеків — збройні сили Ацтекської імперії. Була однією з найпотужніших в Месоамериці. Мала власну структуру, озброєння і тактику. Чисельність коливалася від 100 до 200 тис. вояків.

## Підготовка вояків
Військові знання майбутні командувачі набували у військових школах — телпочкалі («домі молодиків»). Підготовку до військової справи підлітки проходили з 15 років, осягаючи основи поводження зі зброєю, рукопашного бою, спостерігаючи за війнами. Керували їх навчанням «старі орли» (cuauhuehuetque) Після проходження навчання групи новобранців повинні були спіймати одного ворога, тим самим довівши своє вміння.

### Квіткові війни
Одним із засобів набувати та, насамперед, постійно зберігати військові навички під час відсутності масштабних військових дій, були так званні квіткові війні. Вони мали військово-практичний, релігійний та частково демографічний характер. Суперниками ацтекських вояків були представники непідкорених міст-держав Мексиканської долини — Тлашкала, Чолула, Уешкоцінко.

## Організація
У ацтеків не існувало постійної професійної армії. Більшу її частину становило народне ополчення, в яке у разі потреби призивалися всі дорослі чоловіки (крім рабів) у віці до 50 років. Військова знать складала кістяк ацтекської армії.
Молоді люди з телпочкаллі і калмекак об'єднувалися в групи по 4 людини, що знаходилися під наглядом досвідчених воїнів, що мали титул «отомі» на честь войовничого племені отомі. Наступним, більш великим об'єднанням був загін у 20 вояків. Вона входила у військову одиницю, що складалася з членів однієї громади-кальпуллі. Оскільки чисельність самих кальпуллі була різною, то і виставляли вони неоднакове число воїнів — від 100 до 400 чоловік. На чолі цієї військовий одиниці стояв представник місцевої родової знаті. У міських громадах військові одиниці будувалися на основі принципу місця проживання. Найбільша військова одиница складала 8 тис. вояків.
Армія Потрійного союзу будувалася на основі племінного і етнічного ознак. Складалася вона з наступних основних контингентів: 5 формувань з Мексиканської долини — з ацтеків, тепанеків, акольхуа, чалько, шочімілько, 6 загонів — з міст Колуакан, Істапалапа, Мешікальтцінко, Уіцилопочко. При цьому використання військового потенціалу підкорених народів було обмеженим.
У великого тлатоані існувала своєрідна гвардія, яка складалася з ветеранів (тіакауанів) та найхоробріших воїнів (куачіків). Проте керував всіма цими частинами представник аристократії або правлячої династії.
Доповнював гвардію союз «знатних воїнів» (cuauhpilli). За зовнішнім виглядом його члени відрізнялися тим, що могли носити косу, заплетену біля вух. У їхнє озброєння входив щит білого кольору, на якому як розпізнавальний знак прикріплялися п'ять кульок з пір'я. Такі воїни мали право носити бавовняний одяг, ходити взутими в палаці тлатоани, бути присутнім на його бенкетах, пити п'янкі напої, мати по 2-3 наложниці, були вільні від виплати данини, могли розпоряджатися своїм майном, зокрема землею, передавати його у спадок.

### Військові ордени

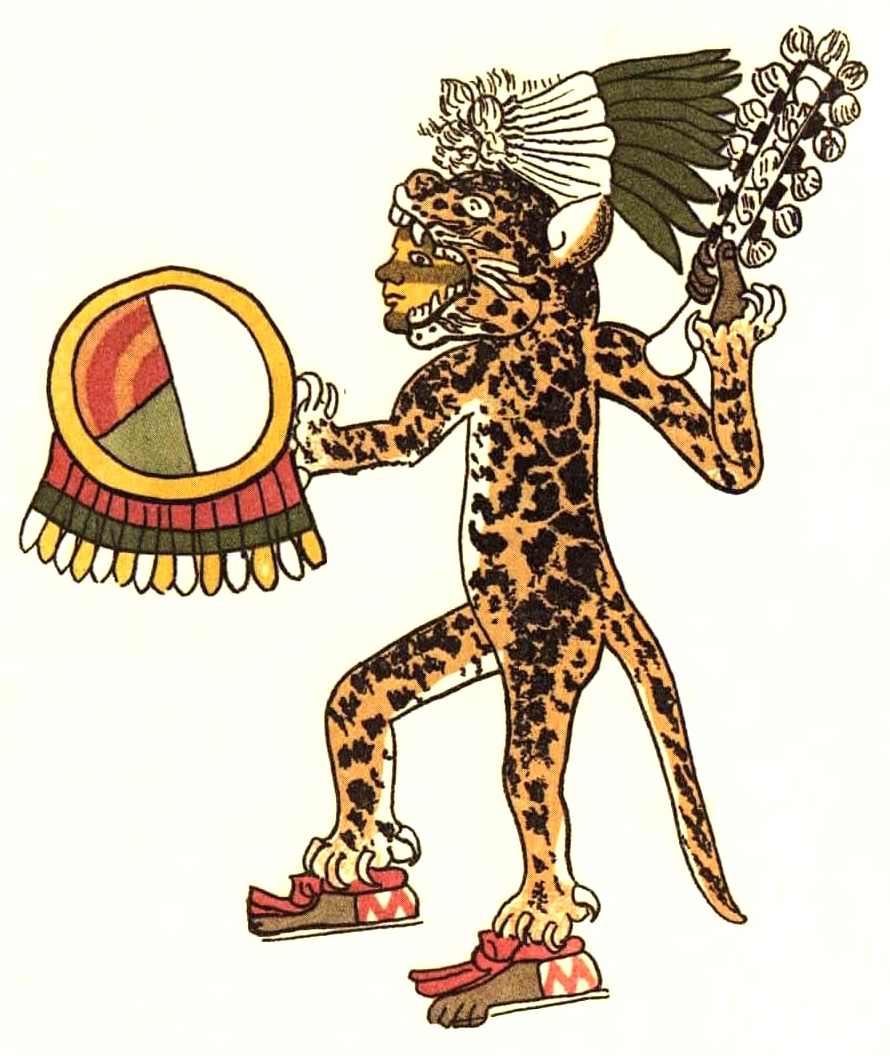
воїн-ягуар

Ці ордени мали витоки у чоловічих спілках племінної доби. Одним з впливовіших був «орден стрижених» (quaquachtlin). Він об'єднував добірну частину воїнів з титулом «виконали борг» (tequihua). Для того щоб стати членом цього «ордена», потрібно було мати принаймні 20 офіційно визнаних звитяг. Таких вояків називали також «отомі». Вони вважалися найхоробрішими і найбезжальнішими. Під час битви перебували в ар'єргарді, становили найдосвідченіші, найстійкіші, найударніші частини, покликані забезпечувати в разі потреби відступ війська. «Стрижені» відрізнялися від інших зовнішнім виглядом, зокрема, вони залишали на голові лише одне пасмо над лівим вухом, яку пов'язували кольоровою стрічкою. Зазвичай «отомі» також розмальовували одну половину обличчя блакитним, іншу червоним або жовтим кольором. Незважаючи на військові заслуги, вони високих посад не займали: перешкодою цьому служило їх незнатне походження. На них не поширювалася і такий привілей, як право відвідувати палац тлатоани
Особливими військовими частинами були воїни-орли (важка піхота) та воїни-ягуари (елітарні військові загони), що складалися з представників знаті. Перші використовувалися під час вирішального моменту бою, а «ягуари» — для завдання удару по ставці ворожого тлатоані.
Особий клас вояків складали «вояки-койоти». Їх набирали зі жрецького стану для виуонання особливих доручень великого тлатоані. також вояком-койотом міг стати будь-який вояк, що захопив 6 ворогів.
Загалом армія складалася з 20 «дивізій», кожна з яких мала власний родовий знак. П'ять таких дивізій становили більше велике формування на кшталт «корпус», яких було 4.

### Посади

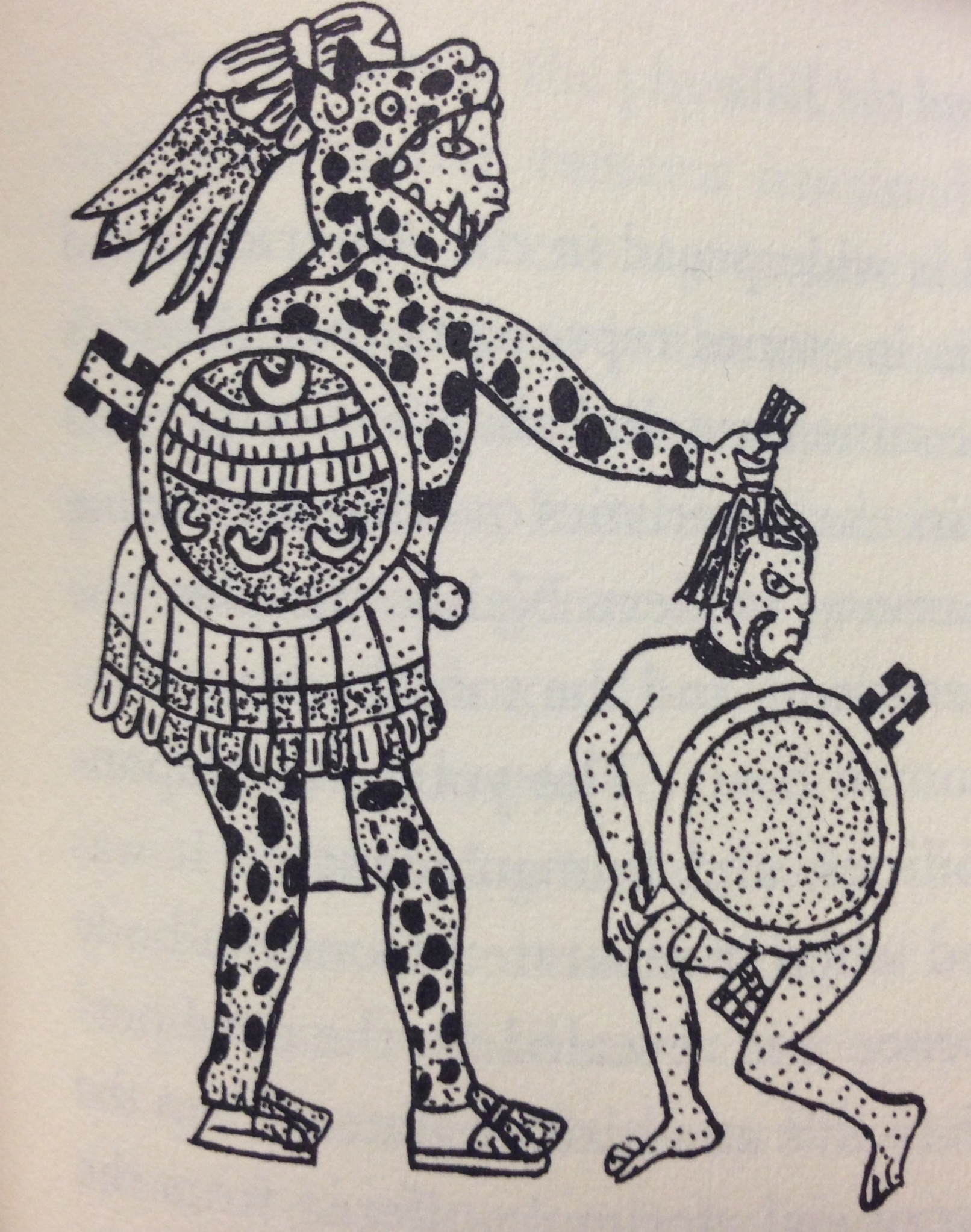
Воїн та полонений

Визначення ступеня заслуг залежало від числа взятих у полон та від походження бранців. Коли вояк брав у полон 1 ворога, він отримував звання «викрадач» (tlamanih), 2 — cuextecat, 3 — «метелики» (papalotl).
Якщо воїн брав у полон 6-10 уастеків, то він мав право називатися «воєначальником». Захоплення 5 бранців з ворожих ацтекам міст-держав, таких, як Атлішко, Уешотцінко, Тліліукітепек, піднімав героя на таке ж положення. Цих воїнів називали «орли, які керують» (quauhyacame).
Воїн, що досяг найвищих нагород, називався «той, хто виконав обов'язок», «виконав службу» (tequihua). Так само зазвичай називали найхоробріших з бійців. З числа найзнатніших і найгідніших бійців складалася військова рада держави. Саме ці люди з вищими військовими заслугами, як знатні за народженням, так і подаровані, отримували військові та цивільні посади.
Для воїнів-простолюдинів, що уславилися військовими подвигами, фактично межею була посада екзекутора, «виконавця наказів» (achcacauhtin) при тлатоані. Для знатних за народженням таких обмежень не існувало. Втім найвищі чини були отримували насамперед члени родини великого тлатоані та його найближче оточення. Військові заслуги відзначалися присудженням відповідних чинів і рангів на спеціально обставлених військово-релігійних церемоніях.
На чолі кожної військової частини стояв тлакатлекутль, в буквальному перекладі «той, хто муштрує людей». Для більшості цих «офіцерів» війна була єдиним заняттям, і вони користувалися багатьма привілеями.

## Озброєння
Зброя ацтеків складалася з дротиків або коротких та довгих списів, сокир, булав, пращ, ножів, найзагрозливішої зброї — палиці (дерев'яного меча) з обсидіановими лезами — макуаутлями. Для оборони мали щити. Найзнатніші воїни мали обладунки, зроблені з бавовни, та шоломи з деревини або кістки. Кожного вояка в поході супроводжував слуга, який переносив його особисті речі, окрім зброї. Війська не мали транспорту для пересування, тому вирушали пішки.
Армійське озброєння, окрім іменного, отриманого воїнами за заслуги, зберігалося в спеціальних складах, які були при кожній громаді. Найбільші склади розташовувалися в Теночтітлані, Тескоко та Тлакопані.

## Військовий одяг
У відповідності зі своїм рангом ацтекські військовики носили певну формений одяг, прикрашений жовтими або зеленими пір'ям, іноді золотими предметами. Великий тлатоані одягав багатобарвний плащ з пташиного пір'я, унизаний нефритовими підвісками. На спині цей плащ був прикрашений зображенням метелика із золотим тулубом і крилами з пір'я, що мали зелене забарвлення. Золотий метелик був символом ацтекського бога війни Іцпапалотля.
Рядові вояки одягалися в простий бавовняний одяг.
Ацтекський вояк носив також одяг типу туніки. Довжина її залежала від рангу і соціальної приналежності воїна. У простолюдина вона була вище колін, у знатних і родовитих військових — нижче. Втім рядовим воїнам дозволялося носити довгу туніку в тому випадку, якщо необхідно було приховати сліди ран, шрами.
До спини на амуніцію прикріплялися спеціальні відзнаки вояків. Вони представляли собою дерев'яну палицю або жердину, прикрашену пір'ям і стрічками. Але в бою вони утрудняли рух воїна. Тому подібні відзнаки надівалися зазвичай під час ритуальних церемоній.

## Армія в бою
Рішення щодо військових дій ухвалювалося всіма членами Потрійного союзу. Як правило, міста-держави Теночтітлан та Тескоко виставляли найбільшу кількість військових частин. Очолював походи тлакатекатль, іноді чіхуакоатль («віце-король»). Найважливішими військовими походами керував особисто імператор.

## Статус
Воїни були шановані в суспільстві, і найкращим побажанням для чоловіка було стати хорошим бійцем і взяти якомога більше бранців. З військовою справою було пов'язано ацтекських забобонів: не рекомендувалося класти ноги на камені вогнища, оскільки вояк від цього нібито втрачав здатність добре бігати і міг стати легкою здобиччю ворога. Вірили також, що воїн, що з'їв підгорілу кашу, буде погано стріляти з лука.
Військові мали вплив не лише під час бою, а й на політичні та цивільні справи. Він становив невід'ємну частину державної структури управління.
Почесне місце в суспільстві займали «старі орли» (cuauhuehuetque) — воїни-ветерани. Оскільки вони є найдосвідченими з командирів, «старі орли» виконували різні нестандартні або несподівані завдання в період військових дій, вони ж відали ритуалом поховання загиблих воїнів, зобов'язані були оповіщати у разі смерті його вдову і сім'ю.